# 市川英治
市川 英治（いちかわ えいじ、1955年 - ）は、日本の実業家。

## 経歴
1978年（昭和53年）関東学院大学経済学部卒。1978年（昭和53年）神奈川トヨタ自動車勤務。2012年（平成24年）神奈川トヨタ自動車取締役。2013年（平成25年）神奈川トヨタ自動車常務取締役。2014年（平成26年）神奈川トヨタ自動車代表取締役社長就任。趣味はドライブ。レースに行った新入社員らから「社長は『86』には乗らないのですか？」と言わたことがきっかけで86のオーナーになった。2020年に神奈川トヨタ自動車株式会社がトヨタカローラ横浜株式会社・ネッツトヨタ横浜株式会社・ネッツトヨタ湘南株式会社の3社を吸収合併し、かつ「トヨタモビリティ神奈川」の屋号で営業開始した。2023年5月18日には自動車ディーラーで全国初となる認知機能検査を神奈川県公安委員会から受託した。2023年6月19日付で神奈川トヨタ自動車社長退任。次の社長は安藤栄一氏が就任した。

## トヨペットスタウト寄贈に立ち会う
ボンネット型トラックであるトヨペットスタウトの寄贈を座間市在住の方から受け、1年かけて神奈川トヨタ自動車がレストアした。レストアしたトヨペットスタウトの前で市川英治が寄贈者に感謝状を渡している。

## 実績
- 2018年（平成30年）7月1日より神奈川トヨタ全店で中古車の販売を開始した[7]。
- 神奈川県内で唯一となるGRガレージ『マスターワン東名川崎』を2018（平成30）年3月28日にオープンさせた。2018年（平成30年）8月にはグランドオープンする[8]。
- 2020年に神奈川トヨタ自動車株式会社がトヨタカローラ横浜株式会社・ネッツトヨタ横浜株式会社・ネッツトヨタ湘南株式会社の3社を吸収合併し、かつ「トヨタモビリティ神奈川」の屋号で営業開始した
- 2023年 - 自動車ディーラーで全国初となる認知機能検査を神奈川県公安委員会から受託